# Nakayama (Familienname)
Nakayama ist ein japanischer Familienname.

## Namensträger
- Akinori Nakayama (1943–2025), japanischer Kunstturner
- Bunjūrō Nakayama (* 1964), japanischer Autor
- Chikako Nakayama (* 1975), japanische Badmintonspielerin
- David Nakayama (* 1978), US-amerikanischer Comiczeichner
- Eduardo Nakayama (* 1979), paraguayischer Politiker, Senator
- Eiko Nakayama (* 1970), japanische Skeletonpilotin
- Funa Nakayama (* 2005), japanische Skateboarderin
- Genki Nakayama (* 1981), japanischer Fußballspieler
- Nakayama Gishū (1900–1969), japanischer Schriftsteller
- Nakayama Hakudō (1873–1958), japanischer Kampfkünstler
- Nakayama Heijirō (1871–1956), japanischer Pathologe und Archäologe
- Hiroki Nakayama (* 1985), japanischer Fußballspieler
- Hiroko Nakayama (* 1945), japanische Politikerin
- Nakayama Ichirō (1898–1980), japanischer Wirtschaftswissenschaftler
- Iwao Nakayama (* 1949), japanischer Eishockeyspieler
- Nakayama Iwata (1895–1949), japanischer Fotograf
- Kaho Nakayama (* 1998), japanische Handballspielerin
- Kaiho Nakayama (* 1993), japanischer Fußballspieler
- Katsuhiro Nakayama (* 1996), japanischer Fußballspieler
- Kenʾichi Nakayama (1927–2011), japanischer Rechtswissenschaftler
- Kimiko Nakayama-Ziegler (* 1948), literarische Übersetzerin und Universitätsdozentin
- Kota Nakayama (* 2002), japanischer Fußballspieler
- Kyōko Nakayama (* 1940), japanische Politikerin
- Nakayama Masa (1891–1976), japanische Politikerin
- Masashi Nakayama (* 1967), japanischer Fußballspieler
- Masato Nakayama (* 1992), japanischer Fußballspieler
- Miho Nakayama (1970–2024), japanische Sängerin und Schauspielerin
- Nakayama Masatoshi (1913–1987), Karate-Meister
- Nakayama Miki (1798–1887), japanische Religionsgründerin
- Nagomi Nakayama (* 2004), japanische Skispringerin
- Nariaki Nakayama (* 1943), japanischer Politiker
- Noboru Nakayama (* 1987), japanischer Fußballspieler
- Noriko Nakayama (* um 1944), japanische Badmintonspielerin
- Noriyuki Nakayama (1932–2010), japanischer Go-Spieler
- Paula A. Nakayama (* 1953), US-amerikanische Richterin
- Riku Nakayama (* 2001), japanischer Fußballspieler
- Satoshi Nakayama (* 1981), japanischer Fußballspieler
- Seira Nakayama (* 1983), japanische Fechterin
- Nakayama Shimpei (1887–1952), japanischer Komponist
- Shōji Nakayama (Schauspieler) (1928–1998), japanischer Schauspieler
- Shōji Nakayama (Musiker) (* um 1950), japanischer Jazzmusiker
- Nakayama Sohei (1906–2005), japanischer Bankfachmann
- Nakayama Tadamitsu (1845–1864), japanischer Hofadeliger und Shogunats-Gegner
- Tadashi Nakayama (1912–1964), japanischer Mathematiker
- Nakayama Tadayasu (1809–1888), japanischer Adeliger
- Nakayama Takashi (1893–1978), japanischer Maler im Yōga-Stil
- Takeyuki Nakayama (* 1959), japanischer Marathonläufer
- Tosiwo Nakayama (1931–2007), mikronesischer Präsident
- Nakayama Yoshiko (1836–1907), japanische Hofdame, Mutter des Kaisers Meiji
- Yūichi Nakayama (* 1991), japanischer Automobilrennfahrer
- Yūki Nakayama (* 1987), japanischer Automobilrennfahrer
- Yūki Nakayama (Fußballspieler) (* 1994), japanischer Fußballspieler
- Yukie Nakayama (* 1979), japanische Sportschützin
- Yūta Nakayama (* 1997), japanischer Fußballspieler
- Yūto Nakayama (* 1991), japanischer Fußballspieler